# Целокупна България (1941 – 1942)
Вижте пояснителната страница за други значения на Целокупна България.
„Целокупна България“ (изписване до 1945 година: „Цѣлокупна България“) с подзаглавие Месечно списание за народна култура е българско списание, излизало в София в 1941 – 1942 година..
| Годишнина | Броеве | Дата                      |
| --------- | ------ | ------------------------- |
| I         | 1 – 4  | декември 1941 – март 1942 |

Списанието се печата в печатниците „Рахвира“ и „Култура“. Тиражът е 1000 броя, а годишният абонамент 200 лева.
„Целокупна България“ е месечно обществено-политическо списание под редакцията на о.з. подполковник Владимир Иванов Минев. То съдържа статии, стихове и разкази и стои на националистически и германофилски позиции. Между сътрудниците на списанието са Любен Мелнишки, Кирил Мирчев, Георги Константинов, Христо Вакарелски, Никола Мавродинов, Петър Кюркчиев, Иван Арнаудов и Константин Петканов, Матвей Вълев, Петър Динеков, Димитър Косев, Любомир Андрейчин и други.